# Ayo & Teo
 (septembre 2020).
Ayo & teo est un groupe de hip-hop américain. Il est composé de deux frères, Ayleo Bowles alias « Ayo » et Mateo Bowles alias « Teo », originaires de Ann Arbor dans le Michigan. Ils sont apparus dans des vidéos musicales pour No Limit d'Usher et Party de Chris Brown. Et plus récemment dans YouTube Rewind 2017.
En 2017, leur titre Rolex qui a été visionnée plus d'1 milliard de fois a atteint la 20e place du Billboard Hot 100. En 2017, ils sortent leur cinquième single Like Us. Ils sont les créateurs d’un mouvement de danse appelé le « reverse ». En 2016 et 2017 et sont passés dans le concours de danse nommé « World of Dance ».

## Biographies

### Débuts
Ayleo et Mateo Bowles sont d'Ann Arbor, dans le Michigan, ils commencent tous les deux à danser à l'école primaire. Ayant été influencés par des artistes tels que Les Twins,Michael Jackson, Usher, Missy Elliott et Chris Brown, ils développent leur propre style et publient des vidéos sur Youtube et Instagram  depuis leur quartier et leur salon.
Grâce au pouvoir des réseaux sociaux, ils deviennent de plus en plus populaires en créant des « dancing challenges ». Teo, le plus jeune, crée alors ce qui deviendra un véritable phénomène : le Reverse qui consiste tout simplement à inverser les mouvements de danses populaires tels que le Nae Nae. Ils ont plus de 2,9 millions d'abonnés sur Instagram[réf. nécessaire].
Ils se font connaitre avec le single Rolex avec plus d'un milliard de vues sur les réseaux sociaux et sur toutes les plateformes. Lors d'une visite récente à Rap-Up, Ayo explique comment l'idée du single leur est venue : ils visitaient un magasin de bijoux quand ils virent des Rolex. Ayo envoya une photo à leur manager qui leur demanda de sortir immédiatement du magasin. C'est Teo qui eut en premier l'idée de la chanson quand ils retournèrent à leur chambre d'hôtel.
Les « frères invariables » ont fait une apparition avec Usher aux prix BET en 2016 et dans le clip musical No Limit, la vidéo musicale Icey Lil Bih de Gucci Mane, réalisée au Barclays Center avec Usher et plus récemment Ils étaient dans la vidéo de Chris Brown Party.
Ils ont beaucoup d'autres apparences musicales avec des artistes tels que Lil Yachty, Oh Boy Prince, Dlow, Anysa et Polo Frost.

## Discographie

### Singles
- 2016 : In Reverse
- 2017 : Rolex
- 2017 : Lit Right Now
- 2017 : Better Off Alone
- 2017 : Like Us
- 2017 : Hoodie (feat. Hey Violet)
- 2018 : Hold my Sauce
- 2018 : AY3 (feat. Lil Yachty)
- 2018 : Fallen Angels
- 2019 : Friends (feat. B Smyth)
- 2019 : Last Forever
- 2019 : Fly N Ghetto
- 2019 : Pearl (feat. Lvrd Pharoh)
- 2020 : Zoom (feat. Hasani and PjTheKing)
- 2020 : Don’t Worry
- 2020 : Manifest
- 2020 : 100% (feat Lil P Da Goat)
- 2021 : Goin'